# Кайрпре мак Кормайк
Кайрпре мак Кормайк (др.‑ирл. Coirpre mac Cormaic; VI век) — король Лейнстера (вторая половина VI века) из рода Уи Дунлайнге.

## Биография
Средневековые исторические источники содержат очень мало информации о правителях Лейнстера VI века. В них сообщается, что после смерти короля Айлиля мак Дунлайнге лейнстерским престолом владели ещё четыре короля: Кормак мак Айлелло, Кайрпре мак Кормайк, Колман Мар и Аэд. В большинстве источников эти лица называются потомками Айлиля. Однако современные историки считают, что данные о правлении в Лейнстере в это время только представителей рода Уи Дунлайнге могут быть недостоверными. Возможно, сведения о других правителях, занимавших лейнстерский престол в VI веке, были сознательно удалены из анналов и королевских списков авторами, находившимися под покровительством членов рода Уи Дунлайнге.
Согласно средневековым источникам, Кайрпре был старшим сыном короля Кормака мак Айлелло. После смерти отца он унаследовал престол Лейнстера, а также власть над септом Уи Дунлайнге. «Анналы Тигернаха» датируют это событие 552 годом, а «Анналы четырёх мастеров» — 535 годом. Однако достоверность хронологических данных средневековых источников вызывает сомнения. На основании этого ряд современных историков не склонен давать точную датировку правлений лейнстерских королей VI века.
Из-за почти полного отсутствия в ирландских средневековых источниках сведений о событиях в Лейнстере в VI веке, о правлении преемников Айлиля мак Дунлайнга, в том числе и Кайрпре мак Кормайка, известно очень мало. В «Анналах Тигернаха» смерть короля Кайрпре упоминается в записи о событиях 562 года, что соответствует данным «Лейнстерской книги» о девяти годах его правления. Преемником Кормака на престоле Лейнстера был его сын Колман Мар.
Сведения анналов дополняют известия нескольких агиографических сочинений, в которых упоминается, что две дочери Кайрпре мак Кормайка, Куимне и Соделб, были причислены к лику святых.